# Monsenhor Gil (ort)
Monsenhor Gil är en ort i Brasilien.   Den ligger i kommunen Monsenhor Gil och delstaten Piauí, i den östra delen av landet, 1 300 km nordost om huvudstaden Brasília. Monsenhor Gil ligger 129 meter över havet och antalet invånare är 4 751.
Terrängen runt Monsenhor Gil är platt. Runt Monsenhor Gil är det glesbefolkat, med 18 invånare per kvadratkilometer.. Det finns inga andra samhällen i närheten.
Omgivningarna runt Monsenhor Gil är huvudsakligen savann.